# Auguste von Harrach
Auguste von Harrach, född 30 augusti 1800, död 5 juni 1873, tysk adelsdam, morganatiskt gift med kung Fredrik Vilhelm III av Preussen på Charlottenburgs slott 9 november 1824. Hon hade titlarna furstinna Liegnitz och grevinna av Hohenzollern. 

## Biografi
Auguste var dotter till greve Ferdinand Joseph von Harrach av Rohrau (1763-1841) och Christiane von Rayski (1767-1830). Hon mötte Fredrik på spa i Teplitz i Böhmen 1822. Då hon var katolik och icke kunglig hölls äktenskapet hemligt en tid och väckte stor förvåning då det offentliggjordes. det var ett morganatiskt äktenskap, så hon var därmed inte drottning; Fredrik ska ha sagt att han inte ville ha en annan drottning efter sin första. Hon konverterade till protestantismen 1826.    
Auguste stod utanför hovprotokollet vid hovet i Berlin och kom som morganatisk maka efter alla medlemmar av kungafamiljen i rang. Hon var inte politiskt aktiv och fick inga barn. Hon vårdade Fredrik vid hans dödsbädd 1840, men tilläts inte närvara vid hans begravning. Som änka tilldelades hon ett underhåll och fick fortsätta bo i palatset. Hon ägnade sina senare år åt resor, bland annat till Italien och England. Hon var gudmor åt sin brorson, målaren Ferdinand von Harrach.